# Biocénose

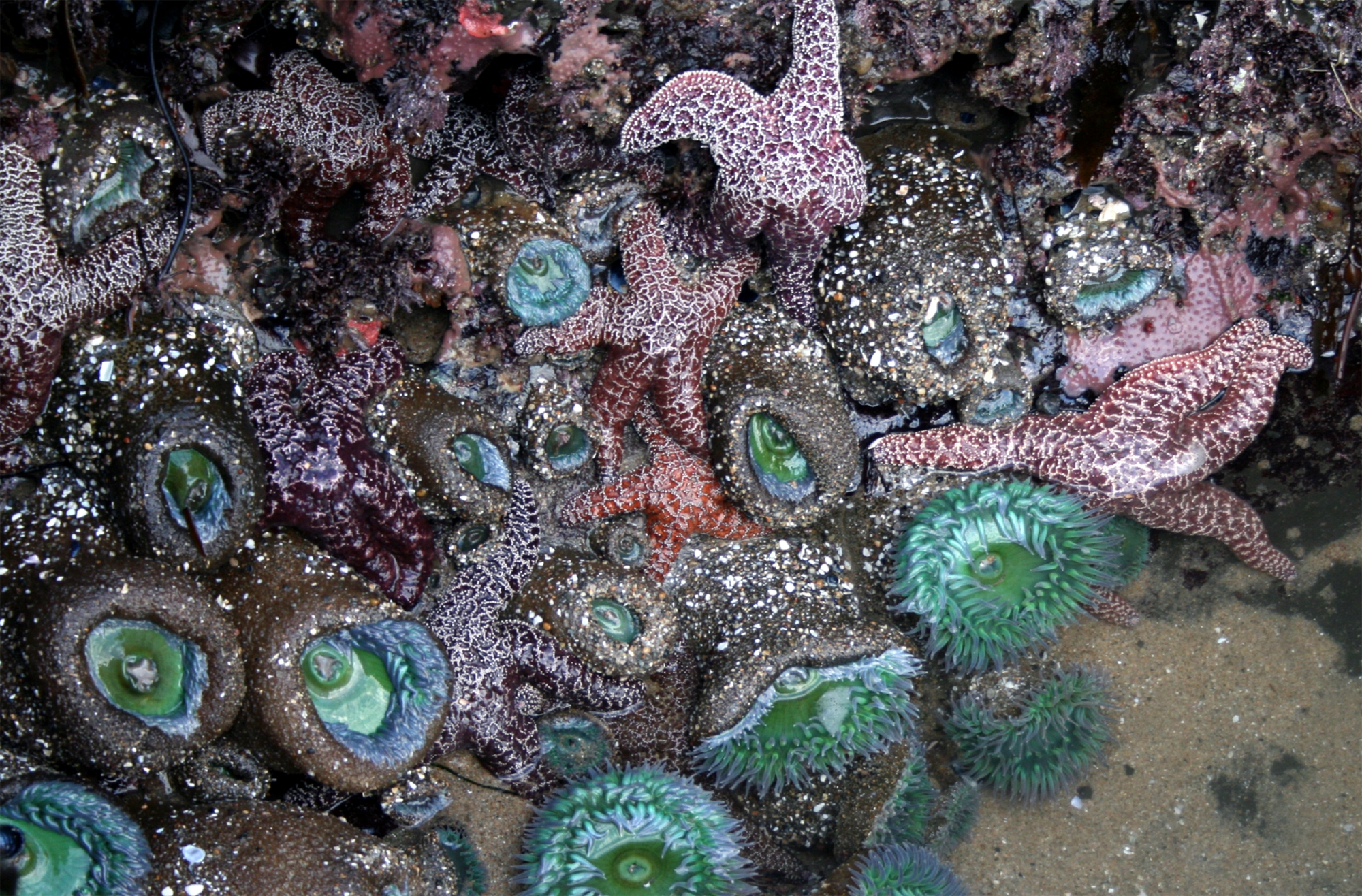
Zoocénose marine.

En écologie, une biocénose (ou biocœnose) est un ensemble d'êtres vivants coexistant dans un espace écologique donné ainsi que leurs organisations et interactions. Ensemble, un biotope et une biocénose forment un écosystème.
Les écologues en distinguent couramment plusieurs types, une biocénose pouvant être de type multiples :
- les phytocénoses, qui regroupent des espèces végétales,
- les zoocénoses, qui regroupent des espèces animales,
- les microcénoses, qui regroupent des microorganismes (terme encore rare ; anglais microcenose ou microcenosis ou microcoenosis)
- les mycocénoses, qui regroupent des champignons,
- les pédocénoses, qui désigne les biocénoses du sol.

Les terres agricoles cultivées constituent un écosystème particulier : l'agroécosystème ; on parle aussi d’agrobiocénose pour désigner la biocénose d'une telle zone.

## Terminologie
Le terme de biocénose fut inventé et introduit dans la littérature scientifique par le biologiste allemand Karl August Möbius en 1877, alors qu'il étudiait les huîtres après qu'il eut noté que, chez ces animaux comme chez d'autres, il fallait placer le cadre d'étude au niveau non pas d'une seule espèce mais de l'ensemble des espèces qui cohabitent dans un espace déterminé.
La biocénose diffère du biote car elle intègre la description de l'organisation des espèces et leur richesse spécifique.

## Fonctionnement
Un biotope et sa biocénose sont en interactions constantes ; ils constituent un écosystème. Les limites spatiales et temporelles d'une biocénose sont celles des populations homogènes qu'elles décrivent. Un changement de population correspond à un changement de biocénose, observé sur un intervalle de temps suffisant.

## Étude
L'étude des biocénoses est faite par les écologues. C'est un travail délicat dans les écosystèmes complexes (tropicaux notamment), et également dans les milieux marins.
Pour décrire une biocénose, l'écologue s'intéresse à ses niveaux supérieurs (biome, écozone), et à ses niveaux inférieurs que sont par exemple l'association végétale (phytosociologie), la niche, la guilde, le réseau trophique, etc.
Il s'intéresse aussi aux sous-systèmes, tels que les successions d'invertébrés colonisant un arbre mort, un cadavre, une plante morte, etc.
Les biocénoses et leurs évolutions spatio-temporelles ont une valeur bioindicatrice ; elles peuvent par exemple mettre en évidence des pollutions ou les premiers effets du changement climatique.